# Ophiophrura imperfecta
Ophiophrura imperfecta is een slangster uit de familie Ophiomyxidae.
De wetenschappelijke naam van de soort werd in 1915 gepubliceerd door Hubert Lyman Clark.